# خشکسالی

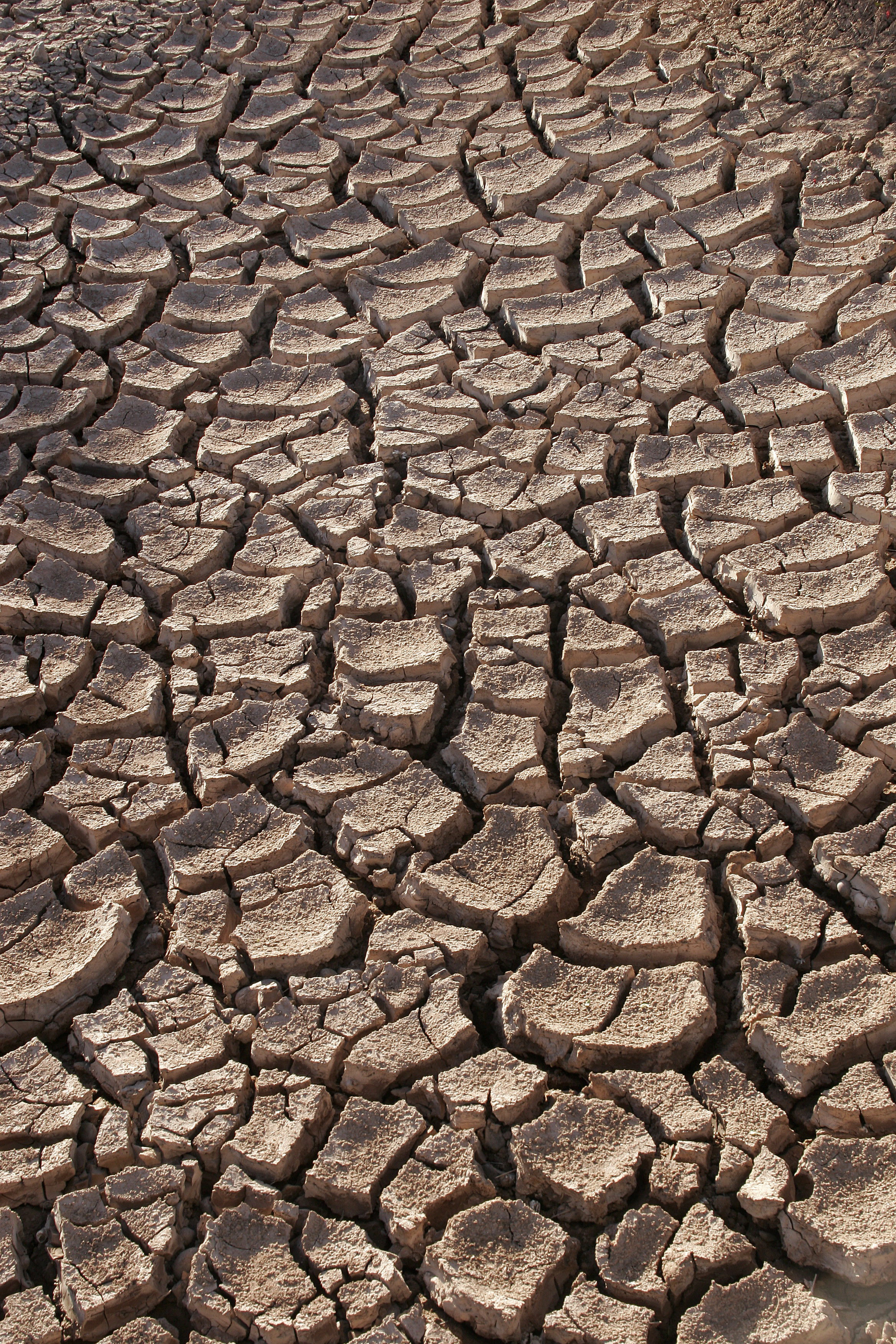
خشکسالی در مکزیک

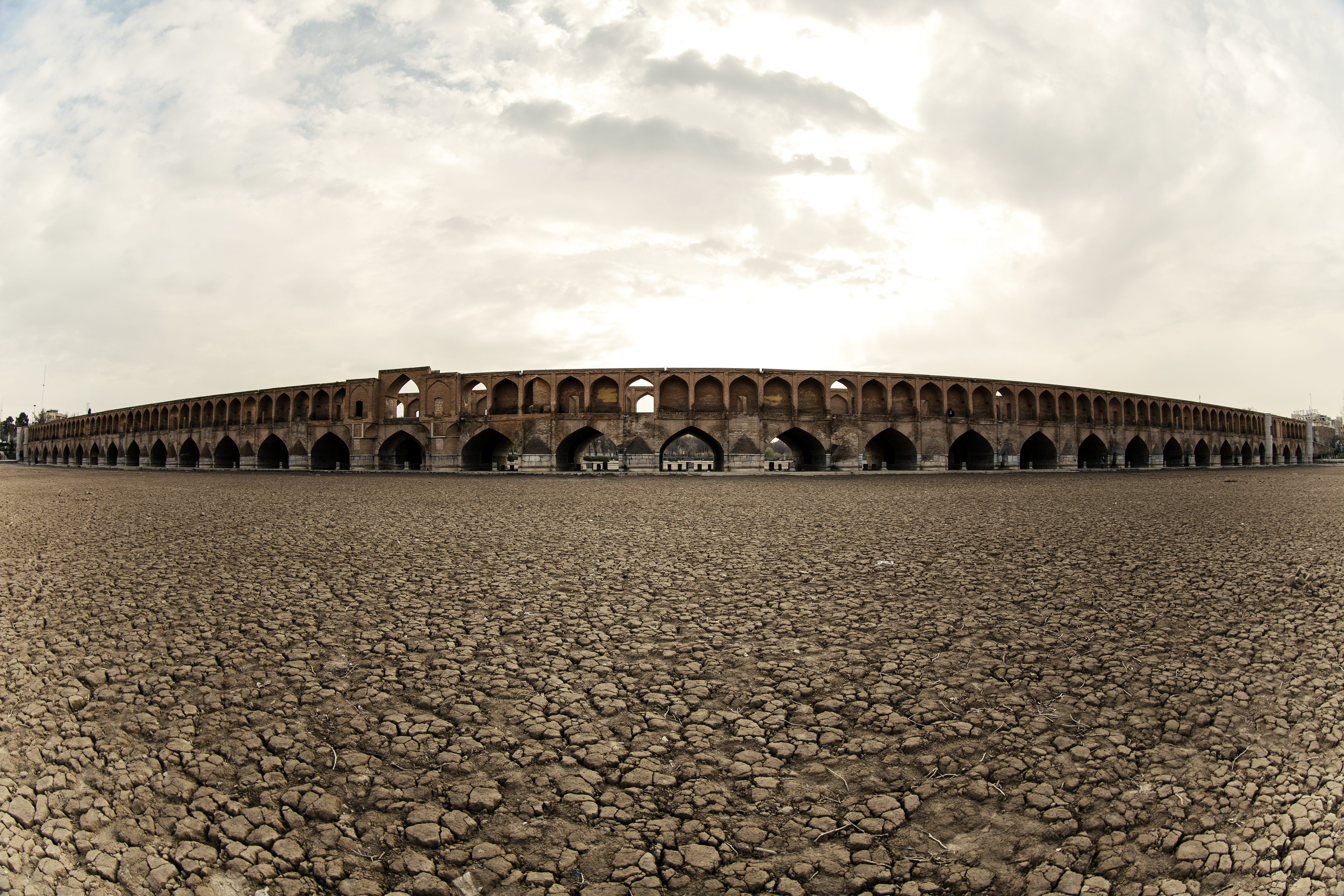
خشکی بستر زاینده رود شهر اصفهان

خشکسالی، دورهٔ کم‌آبی است که طی آن یک منطقه با کمبود در ذخیره و منابع آبی مواجه است. از این تعریف، بلافاصله می‌توان نتیجه گرفت که دورهٔ کم‌آبی نسبت به یک منطقه به خصوص و ویژگی‌های مختلف آن سنجیده می‌شود و به سادگی نمی‌توان مفاهیم و مسائل مربوط یا برآمده از آن را در طول زمان و مکان تعمیم بخشید. خشکسالی یا به عبارتی دورهٔ امتداد خشکی می‌تواند از چند ماه تا چند سال باشد. در واقع از نظرگاه علمی عبارت دقیق‌تر و مناسب‌تر به جای خشکسالی، «دورهٔ کم‌آبی» است.
خشک‌سالی می‌تواند باعث عدم توازن در میزان آب و در نتیجهٔ آن کمبود آب، نابودی گیاهان، کم شدن شدت جریان آب (برای نیروگاه‌های برق‌آبی)، کاهش عمق آب‌های سطحی و خاک مرطوب می‌شود. این اتفاق زمانی رخ می‌دهد که تبخیر سطحی و تبخیر آب از گیاهان از حد معمول در مدت معین بیشتر شود. خشکسالی جدی‌ترین معضل فیزیکی برای کشاورزی در همه جای دنیا است. برای مقابله با این پدیده بارور کردن ابرها می‌تواند (نه الزاماً) روشی مؤثر ولی کوتاه‌مدت است.
مجموعه‌ای از تحقیقات بین‌المللی که در اواخر دههٔ ۵۰ خورشیدی صورت گرفت، حاکی از آن بود که بیش از ۱۵۰ تعریف متفاوت از خشکسالی در نوشته‌های مختلف علمی مطرح شده و به چاپ رسیده‌است. کثرت این تعاریف بازتابی از تنوع و گسترهٔ وسیع این مقوله است که نشان‌دهندهٔ آن است که این تعاریف بر حسب نیاز در نواحی مختلف و رهیافت‌های متعدد به این پدیده در رشته‌های علمی گوناگون، شکل گرفته‌است.
دونالد ویلهایت، اقلیم‌شناس و مایکل گلانتز، دانشمند علوم اتمسفر طی تحقیق جامعی که در مقاله‌ای با عنوان «درک پدیدهٔ خشکسالی: نقش تعاریف» به چاپ رساندند، این تعاریف متعدد را بر مبنای چهار رهیافت بنیادین برای سنجش پدیدهٔ خشکسالی طبقه‌بندی کردند: آب‌وهواشناسی، هیدرولوژیکی (آب‌شناسی)، زراعتی و اقتصادی-اجتماعی. سه دستهٔ اول به بررسی روش‌های اندازه‌گیری و سنجش دورهٔ کم‌آبی به عنوان یک پدیدهٔ فیزیکی می‌پردازند. دستهٔ چهارم، اما، دورهٔ کم‌آبی را از منظر عرضه و تقاضا بررسی می‌کند؛ اثرات کمبود آب را در نظام‌های اقتصادی-اجتماعی، ردگیری می‌کند.

## انواع خشکسالی
خشکسالی هیدرولوژیکی (آب‌شناسی)
هیدرولوژی (یا آب‌شناسی) شاخه‌ای از علم است که به بررسی و شناخت چرخش، توزیع و کیفیت آب در بالا، بر رو و در زیر سطح کرهٔ زمین می‌پردازد؛ بنابراین، این قسمت از خشکسالی با پیامدهای کمبود دوره‌ای ریزش‌های جوی بر منابع و ذخایر آبی روزمینی و زیرزمینی از قبیل جریان‌های رودخانه‌ای، سطح آب دریاچه‌ها، آب‌های زیرزمینی و … مرتبط است. تواتر و شدت خشکسالی هیدرولوژیکی عموماً در مقیاس حوضهٔ آبریز تعریف می‌شود. اگرچه تمام کم‌آبی‌ها به نحوی در نتیجهٔ کمبود ریزش‌های جوی پدید می‌آیند، هیدرولوژیست‌ها توجه ویژه‌ای به این موضوع دارند که چگونه این کمبود در یک سامانهٔ هیدرولوژیکی ایفای نقش می‌کند. این‌گونه از خشکسالی‌ها به‌طور معمول خارج از دورهٔ کم‌آبی‌های آب‌وهوایی و زراعتی بوده یا نسبت به آن‌ها دارای تأخیر فاز زمانی هستند.
اثرات کمبود بارندگی بر مؤلفه‌های مختلف سیستم هیدرولوژیکی از قبیل رطوبت خاک، جریان‌های آبی و سطح آب‌های زیرزمینی و دیگر ذخایر آبی به‌طور آنی قابل مشاهده نیست به این دلیل که این دسته پیامدها با اثرات کمبود بارندگی بر دیگر بخش‌های اقتصادی هم‌دوره نیستند. به عنوان مثال، یک دورهٔ کمبود بارندگی می‌تواند موجب کاهش فوری رطوبت خاک شود که این امر طبعاً در بخش کشاورزی به سرعت تشخیص داده می‌شود. حال آنکه تأثیر این دورهٔ کمبود بر سطح ذخایر آبی ممکن است تولید نیروی برق-آبی را تا ماه‌ها تحت‌الشعاع قرار ندهد. به علاوه اینکه آب موجود در سیستم‌های ذخیرهٔ هیدرولوژیکی (مانند ذخایر آبی و رودخانه‌ها) عموماً برای مصارف مختلف (از قبیل کنترل سیلاب، آبیاری، تفریحات، کشتیرانی، برق-آبی، محیط زیست) در رقابت و تعارض هستند؛ این امر موجب پیچیده‌تر شدن سلسله‌مراتب و سنجش این پیامدهای بارش کمتر می‌شود.

### خشکسالی کشاورزی
این رده از دوران کم‌آبی در واقع به بررسی تأثیر ویژگی‌های مختلف خشکسالی آب وهوایی (یا هیدرولوژیکی) بر کشاورزی می‌پردازد، با تأکید و تمرکز بر کسری ریزش‌های جوی، اختلاف میان تبخیر و تعرق بالقوه و بالفعل، کسری محتوای آب خاک (رطوبت خاک)، تقلیل سطح آب‌های زیرزمینی یا مخازن آبی دیگر و غیره. از جمله موارد حایز اهمیت در کشاورزی میزان آب مورد نیاز گیاه است که خود به شرایط متداول آب‌وهوا، مشخصات بیولوژیکی ویژه هر گیاه، مرحلهٔ رشد گیاه و خواص فیزیکی و بیولوژیکی خاک بستگی دارد. یک تعریف مناسب و جامع از خشکسالی یا کم‌آبی زراعتی باید قادر به برشمردن قابلیت‌ها و حساسیت‌های متغیر محصولات کشاورزی در طول دوره‌های مختلف رشد گیاه، از آغاز تا بلوغ باشد.

### خشکسالی اقتصادی-اجتماعی
تعریف خشکسالی یا دوران کم‌آبی از منظر اقتصادی-اجتماعی به ارتباط و پیوند میان عرضه و تقاضای برخی کالاهای اقتصادی با عناصر خشکسالی‌های آب‌وهوایی، هیدرولوژیکی و زراعتی می‌پردازد. این قسم از خشکسالی از آن جهت با سه مورد پیشگفتار متفاوت است که رخداد آن مستقیماً مبتنی بر فرآیندهای زمانی و مکانی عرضه و تقاضاست و به‌طور غیرمستقیم به کمبود ریزش‌های جوی مربوط است حال آنکه سه قسم دیگر کم‌آبی مستقیماً با کمبود بارندگی در ارتباط هستند.
تأمین بسیاری از کالاهای اقتصادی از قبیل آب، علوفه، غلات، ماهی، انرژی برق-آبی، وابسته به آب‌وهواست. به علت تغییرات طبیعی اقلیم، آب در برخی سال‌ها فراوان است اما در سال‌های دیگر قادر به تأمین نیازهای انسانی و محیط‌زیستی نیست. کم‌آبی اقتصادی-اجتماعی زمانی رخ می‌دهد که میزان نیاز برای آب از میزان عرضهٔ آن پیشی می‌گیرد که در نهایت به ورشکستگی منابع آب منجر می‌شود؛ این نوع خشکسالی می‌تواند به صورت غیرمستقیم از تغییرات وضعیت آب وهوا تأثیر بپذیرد اما در وقوع آن بسیاری عوامل انسانی و به خصوص مدیریتی نقشی بسزا دارند. خشکسالی اقتصادی-اجتماعی بیشتر محصول طراحی و برنامه‌ریزی غیرعلمی و مدیریت ناسنجیده منابع آب است و نه به دلیل کم‌آبی ناشی از کاهش مفرط ریزش‌های جوی.
از نگاهی دیگر، می‌توان خشک‌سالی را به‌طور زیر دسته‌بندی کرد:
- خشک‌سالی همیشگی، مخصوص مناطق بسیار خشک، در این مناطق بدون روش‌های مناسب آبیاری کشاورزی غیرممکن است.
- خشکسالی‌های مقطعی، برای مناطقی که فصل‌های خشک و فصل‌های بارانی دارند. کشاورزی در دوران بارانی تنها راه ممکن است.
- خشک‌سالی ناگهانی، برای مناطق مرطوب و نیمه‌مرطوب. این خشک‌سالی غیرمتناوب است و مناطق کوچکی را همیشه در بر می‌گیرد.
- خشک‌سالی مخفی، در تابستان زمانی که آب زیادی به دلیل گرمای هوا تبخیر می‌شود و به همین میزان بارندگی وجود ندارد. این خشک‌سالی، گیاهان دیمی را از بین می‌برد.

هم‌اکنون خشک‌سالی حدود ۲۵٪ از مردم جهان را تهدید می‌کند. در سال ۲۰۰۵ از هر ۴ نفر در جهان ۱ نفر در خشک‌سالی زندگی می‌کرد.